# Willoughby Hills
Willoughby Hills és una població dels Estats Units a l'estat d'Ohio. Segons el cens del 2000 tenia 8.595 habitants.

## Demografia
Segons el cens del 2000, Willoughby Hills tenia 8.595 habitants, 3.973 habitatges, i 2.379 famílies. La densitat de població era de 308,4 habitants per km².
Dels 3.973 habitatges en un 20,9% hi vivien nens de menys de 18 anys, en un 49,2% hi vivien parelles casades, en un 7,4% dones solteres, i en un 40,1% no eren unitats familiars. En el 35,1% dels habitatges hi vivien persones soles l'11,5% de les quals corresponia a persones de 65 anys o més que vivien soles. El nombre mitjà de persones vivint en cada habitatge era de 2,16 i el nombre mitjà de persones que vivien en cada família era de 2,82.
Per edats la població es repartia de la següent manera: un 18,1% tenia menys de 18 anys, un 7,1% entre 18 i 24, un 28,4% entre 25 i 44, un 27,9% de 45 a 60 i un 18,4% 65 anys o més.
L'edat mediana era de 43 anys. Per cada 100 dones de 18 o més anys hi havia 90 homes.
La renda mediana per habitatge era de 47.493 $ i la renda mediana per família de 60.397 $. Els homes tenien una renda mediana de 47.190 $ mentre que les dones 30.908 $. La renda per capita de la població era de 26.688 $. Aproximadament l'1,7% de les famílies i el 3,4% de la població estaven per davall del llindar de pobresa.

## Poblacions més properes
El següent diagrama mostra les poblacions més properes.